# Primula ianthina
Primula ianthina är en viveväxtart som beskrevs av I. B. Balf. och Cave. Primula ianthina ingår i släktet vivor, och familjen viveväxter. Inga underarter finns listade i Catalogue of Life.